# 阿納姆奧斯特貝克戰爭公墓
阿納姆奧斯特貝克戰爭公墓（英語：Arnhem Oosterbeek War Cemetery），也稱作空降公墓，是英联邦国殇纪念坟场管理委员会在荷蘭阿納姆奥斯特贝克附近的墓地。建立於1945年，除了1764座第二次世界大戰時期的墳墓之外，還有4座非戰爭墳墓，以及兩座特殊人員紀念碑。埋葬者大部分都是在阿納姆戰役中陣亡的盟軍，這些盟軍在1944年試圖越過萊茵河，或者在次年解放這座城市。直到21世紀，在這些戰鬥中死亡的軍人仍會在周邊地區被發現，因此埋葬人數會繼續增加。

## 背景
1944年9月，盟軍發起市場花園行動，英國第二軍團試圖繞過齊格菲防線並進入德國工業中心魯爾。第一空降軍被命令奪取荷蘭境內河流和運河上的數座橋樑，使地面部隊能夠迅速穿越荷蘭並渡過萊茵河。
第1空降師的任務是攻占並保衛最遙遠的目標－阿納姆下萊茵的橋，第1空降師於9月17日在在阿納姆西邊降落，先派出一支小部隊確保阿納姆公路橋的安全，然而黨衛軍第二裝甲軍的存在使第1空降師無法達成任務，在九天后因為沒有得到地面部隊的加強，第1空降師於9月25日撤退。
在這九天的戰鬥之中，將近2000名盟軍士兵陣亡（一部分是戰後因傷死亡或被俘而死），其中包括英國第1空降師的1174人、滑翔機飛行員團的219人、波蘭第1獨立傘降旅的92人、英國皇家空軍的368人、第三十軍的25人、美國第九部隊運輸司令部的27人、以及皇家陸軍勤務兵團的79名補給調度員。德軍確切的死亡人數無法確認，但至少有1300人死亡。此外約有453名荷蘭平民在戰鬥中罹難。

## 墓地

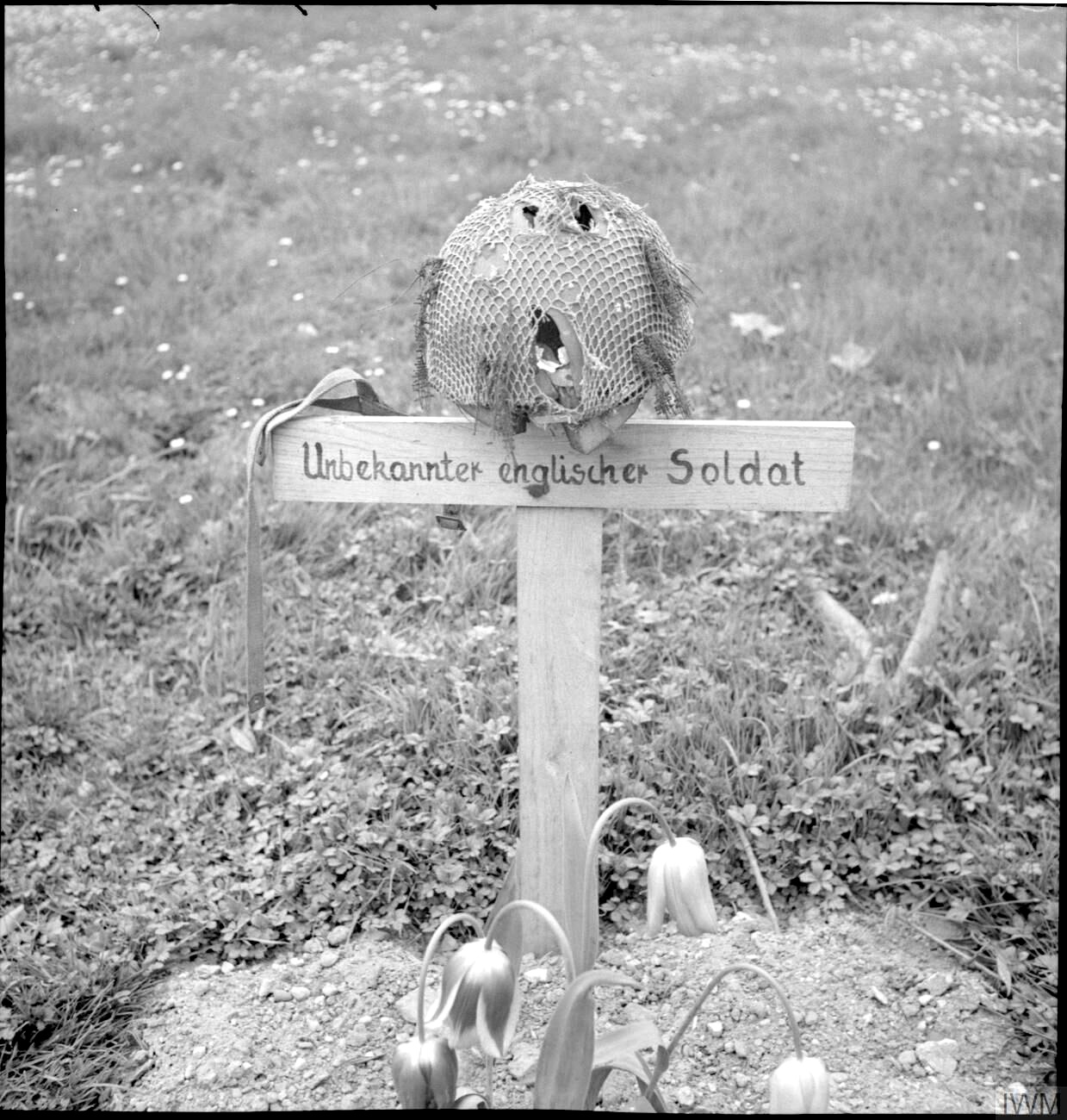
1945年4月拍攝的小墳墓，十字架上寫著德語“無名英國士兵”。

由於盟軍撤退，許多戰死者不得不留在戰場，只能埋在簡單的小墳墓、散兵坑或是德軍挖掘的亂葬崗。戰役發生時，一名荷蘭女子凱特·霍斯特的住宅被用作急救站，當她戰後返家時，在花園裡發現了57個人的墳墓。1945年4月阿納姆解放後，英國第二軍團的軍墓登記單位進入該地區並開始尋找盟軍死者。1945年6月，荷蘭政府向帝國戰爭公墓委員會永久出借奧斯特貝克以北的一小塊土地，將死者重新埋葬，許多在阿納姆解放戰役期間死亡的人也被埋葬在同一地點，墓地於1946年2月竣工，最初的墳墓以金屬十字架為標誌，1952年改為墓碑。而大部分德軍死者在戰役結束後埋葬在阿納姆附近的黨衛軍英雄公墓（SS Heroes Cemetery），第二次世界大戰結束後移至伊塞爾斯泰恩德國戰爭公墓。
截至2004年，英联邦国殇纪念坟场管理委员会在空降公墓統計有1759個墳墓，其中1450人來自大英國協國家，包括英國、加拿大、澳洲和紐西蘭人，還有73位波蘭士兵和8位荷蘭平民（這8位平民有些在戰鬥中喪生，有些是公墓委員會僱員。）。此外有244座墳墓身份不明。
截至2003年，該地區仍有138名盟軍士兵沒有墳墓，他們在格羅斯貝克紀念館受紀念，一直到現在，盟軍戰死者仍然經常被發現，重新安葬在空降公墓，例如一名邊防團士兵於2005年被發現並重新安葬，還有另一名身份不明的士兵於2006年重新安葬。在發現遺體時，荷蘭墳墓登記處的工作人員會在重新埋葬之前識別死者的身份。

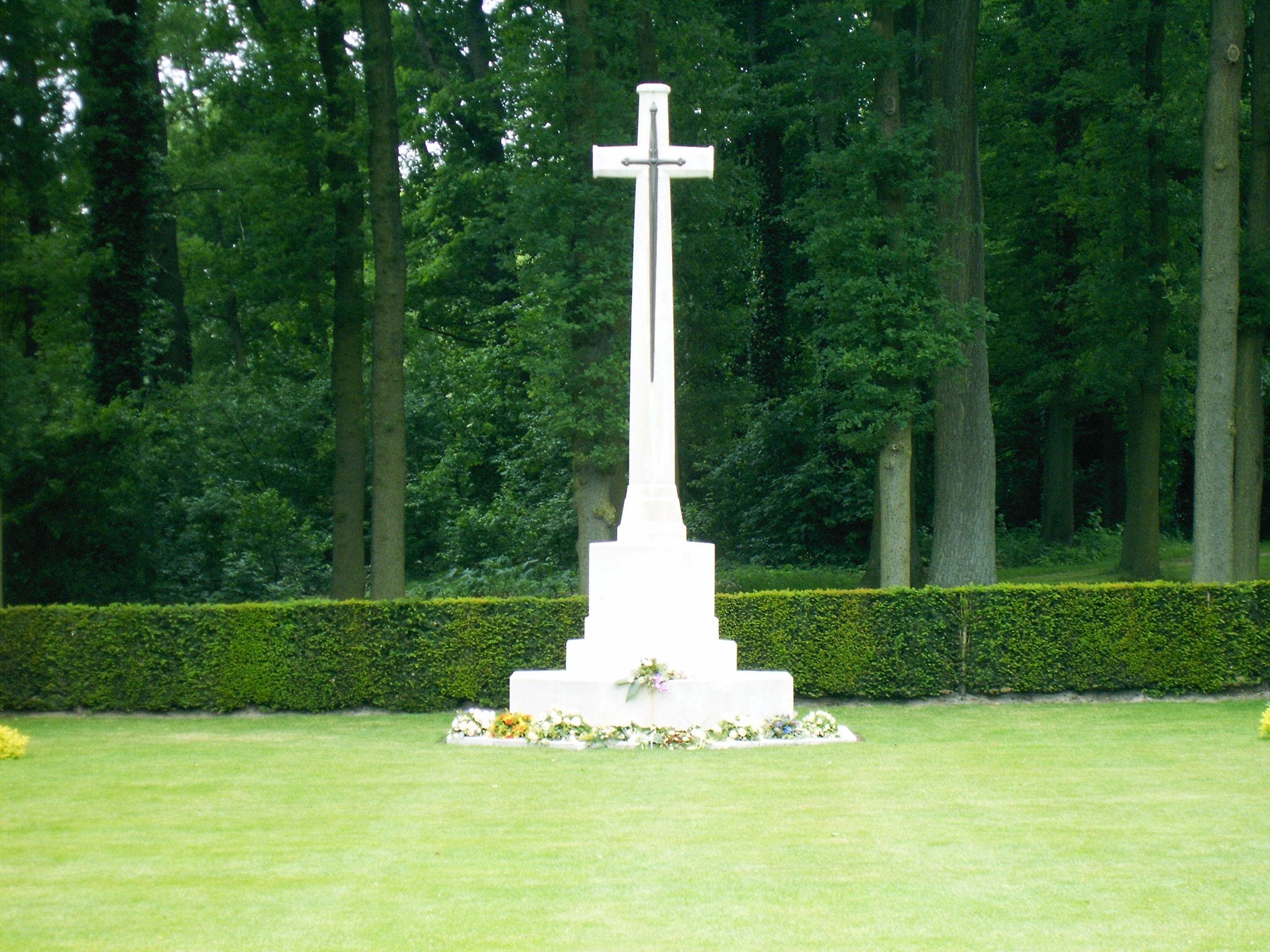
空降公墓的主要紀念碑－犧牲十字架。

當戰役結束時，有五人被授予維多利亞十字勳章，其中三人葬在此墓地，分別是傘降團第2營中尉約翰·格雷伯恩、皇家空軍第271中隊上尉大衛·洛德、傘降團第10營上尉萊昂內爾·奎理佩爾，而另外兩人之一的南史丹佛團第2營準中士約翰·巴斯基菲爾德沒有墳墓，是在格羅斯貝克紀念館受紀念，同是南史丹佛團第2營的少校羅伯特·亨利·凱恩則倖存，於1974年去世。

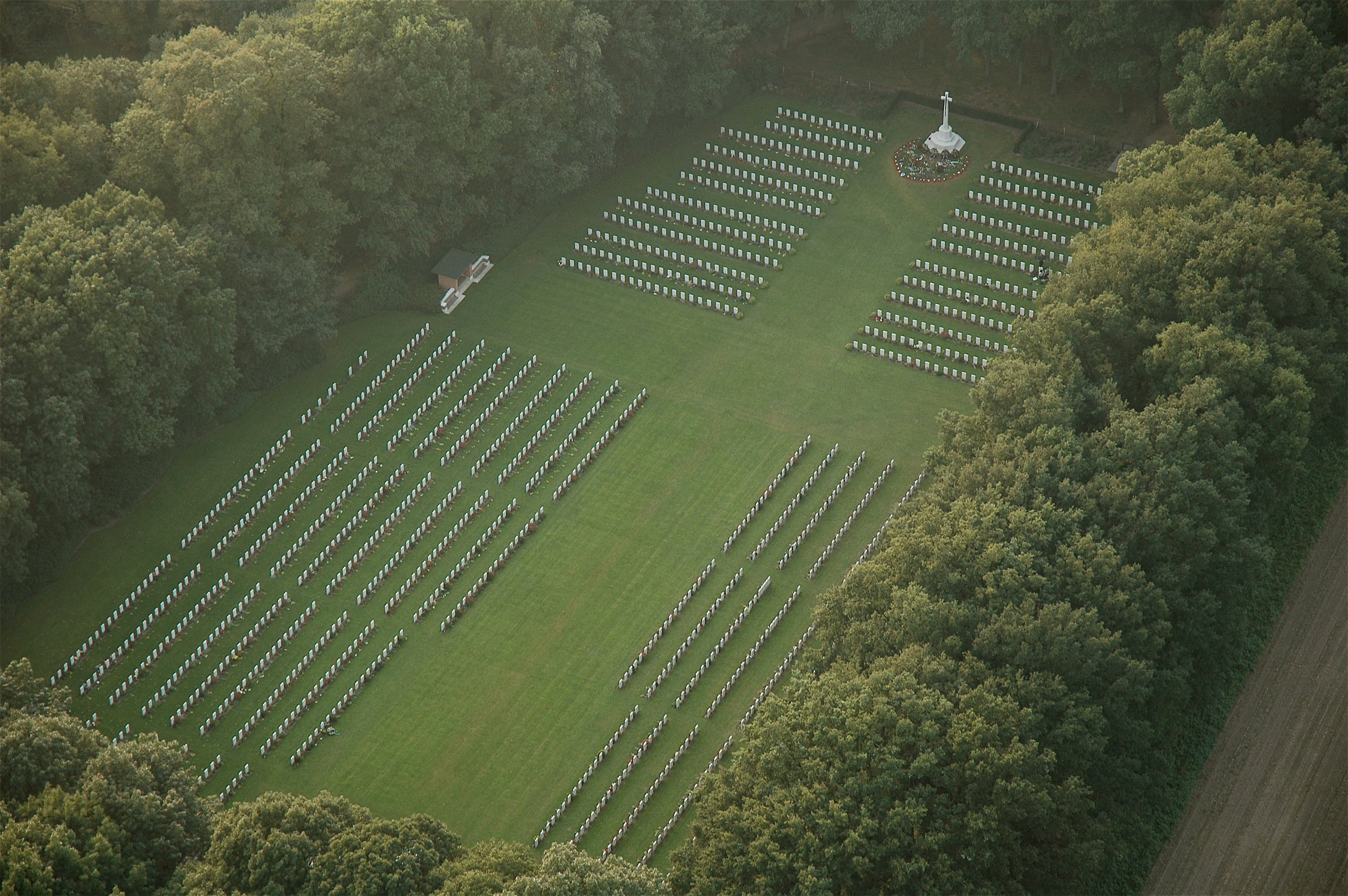
空降公墓的空拍圖。

空降公墓對面有一座平民墓地，內有一小塊英國協戰爭公墓委員會的土地，是九名在戰役前被擊落的飛行員墳墓。往東約4.8公里的莫斯科瓦紀念館有36名在戰役前陣亡的機組人員和一名身份不明士兵的墳墓。並非所有在阿納姆戰役中死去的盟軍都被埋葬在空降公墓，大約有300名在飛行時喪生、試圖脫逃或後來受傷的人被埋葬在平民墓地，在戰俘營中死亡的60名男子則被埋葬在德國。

## 紀念
1946年夏天，數百名參與過戰役的士兵從挪威的行動中離開，返回阿納姆參加戰爭片《他們的榮耀》的拍攝，並參加在墓地舉行的第一次紀念活動。這項活動每年都會舉辦，聚集許多退伍軍人、當地居民和千名在墓前獻花的學童。在1969年的成立25週年紀念儀式後，傘降團與荷蘭組織者接洽，建議結束儀式，認為這場戰鬥已經成為歷史，但荷蘭方面強烈地反對這個想法，因此每年都持續舉行相關儀式。

### 書目
- Middlebrook, Martin. . Viking. 1994. ISBN 0-670-83546-3.
- Steer, Frank. . Battleground Europe, Market Garden. Leo Cooper. 2003. ISBN 0-85052-939-5.
- Waddy, John. . Pen & Sword Books Limited. 1999. ISBN 0-85052-571-3.
- Baynes, John. . Brassey's. 1993. ISBN 0-08-041318-8.
- Johnstone, Iain. . 1977. ISBN 0-352-39775-6.